# Mikhail Viktorovitch Sofronov
 (juillet 2016).
Pour les articles homonymes, voir Sofronov.
Mikhail Viktorovich Sofronov (Russe : Михаил Викторович Софронов), tangoutologue et linguiste soviétique.
Il est auteur d'ouvrage de référence sur la grammaire de la langue tangoute.